# Gara Adjudu Vechi
Gara Adjudu Vechi este o stație de cale ferată care deservește Adjud, județul Vrancea, România.